# Ткачук, Виктория Викторовна
Виктория Викторовна Ткачук (род. 8 ноября 1994, Плещин, Хмельницкая область) — украинская легкоатлетка, специализирующаяся на беге на 400 метров и беге на 400 метров с барьерами. Участница летних Олимпийских игр 2016 и 2020 года.

## Биография
Родилась 8 ноября 1994 года в селе Плещин, Шепетовский район, Хмельницкая область. Лёгкой атлетикой начала заниматься в 2006 году в Нетешине, где её первым тренером стал Александр Краснов. С 2011 по 2014 год училась в Донецком высшем училище олимпийского резерва им. С. Бубки. В 2012 году была зачислена в отделение лёгкой атлетики Донецкой ШВСМ. В течение определённого времени наставником перспективной спортсменки был Заслуженный тренер Украины Валерий Дорошенко, а впоследствии Ткачук начала тренироваться у ещё одного Заслуженного тренера — Анатолия Чумака.
Начиная с 2013 года Виктория становилась неоднократной победительницей и призёром национальных соревнований по бегу на 400 м и бегу на 400 м с барьерами, в 2015 году стала бронзовым призёром командного чемпионата Европы в Чебоксарах и в том же году приняла участие в чемпионате мира в Китае.
В 2016 году Виктория представляла Украину на летних Олимпийских играх в Рио-де-Жанейро. В беге на 400 м с барьерами дошла до полуфинала, где заняла последнее восьмое место в своём забеге.
7 марта 2021 года на чемпионате Европы в помещении в Торуни стала соавтором национального рекорда в эстафетном беге 4×400 метров (3.30,38) вместе с Анной Рыжиковой, Анастасией Брызгиной и Екатериной Климюк.
4 августа на Олимпиаде 2020 финишировала шестой в забеге на 400 м с барьерами с результатом 53:79, показав лучший на тот момент результат в своей карьере. 
Встречается с боксёром-тяжеловесом Владиславом Сиренко.